# Warsteiner Hügelland
Das Warsteiner Hügelland ist eine naturräumliche Einheit mit der Ordnungsnummer 334.4 innerhalb des Nordsauerländer Oberlands (334). Es umfasst laut dem Handbuch der naturräumlichen Gliederung Deutschlands das offene Kalk- und Tonschieferhügelland im östlichen Arnsberger Wald zwischen dem Warsteiner Hauptort und dem Rüthener Ortsteil Kallenhardt, die beide vollständig im Naturraum liegen.

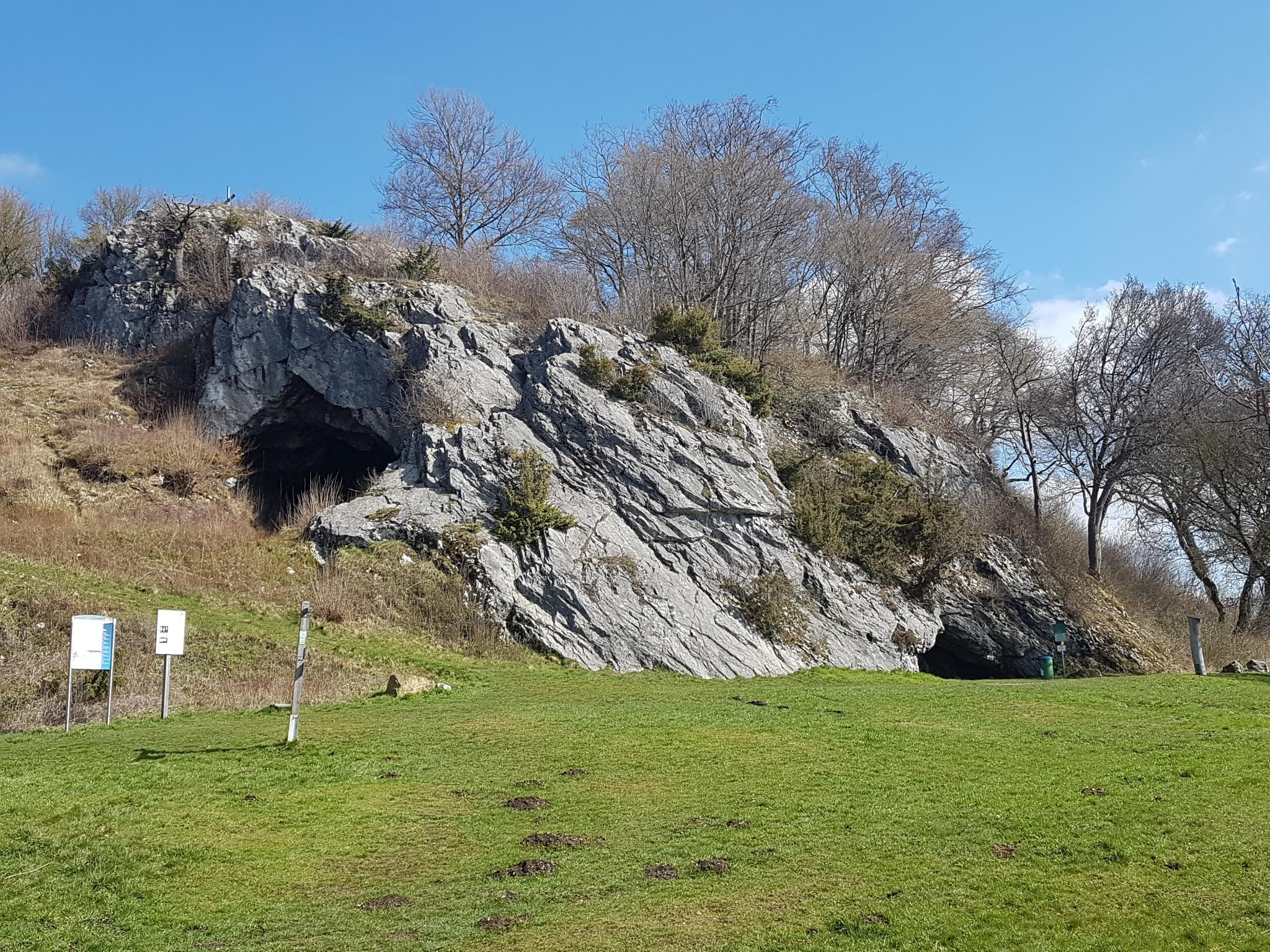
Der Hohle Stein bei Kallenhardt

Das Hügelland ist weitgehend unbewaldet und bildet geologisch einen eigenständigen, länglich ovalen Schollenkomplex, der horstartig im umgebenden höheren Schiefergebirge eingebettet ist und als Warsteiner Sattel bezeichnet wird. Das Gestein im Untergrund besteht im Gegensatz zu den umgebenden Grauwackeschiefern überwiegend aus Massenkalken des Obermitteldevons und Flinzkalken, sowie Tonschiefern des Oberdevon.
Das Hügelland ist stark gegliedert und kann in zwei Bereiche unterteilt werden. So liegt im Süden am Übergang zum Plackwald (334.5) ein rund 400 bis 440 m ü. NN hohes Massenkalkplateau, dessen Kalke gegenüber den dortigen Grauwackeschiefern verworfen liegen. Durch Erosion während der jüngeren geologischen Vergangenheit ist das Plateau grob in kleinere Rücken und Buckel gegliedert, die Höhenunterschiede von 60 bis 70 m aufweisen und stellenweise an den Hängen offenes Gestein zu Tage treten lassen. Mächtigere Bodenschichten aus Rendzinen und Schwemmlößböden sind lediglich in Muldenlagen vorhanden, ansonsten wirkt die Landschaft auffallend kahl. Aus den Plackweghöhen entwässern mehrere Bäche in das Kalkplateau, die aber oft in unterirdischen Karsthöhlen entschwinden. Dadurch haben sich im Kalkplateau für Karstgebiete typische Bodenstrukturen wie Erdfälle und Kalkhöhlensysteme gebildet, wie die Liethöhle im Naturschutzgebiet Liethöhle und Bachschwinden des Wäschebaches, eine Tropfsteinhöhle, oder der Hohle Stein bei Kallenhardt. Weitere Höhlen sind bei Suttrop und am Bielstein zu finden.

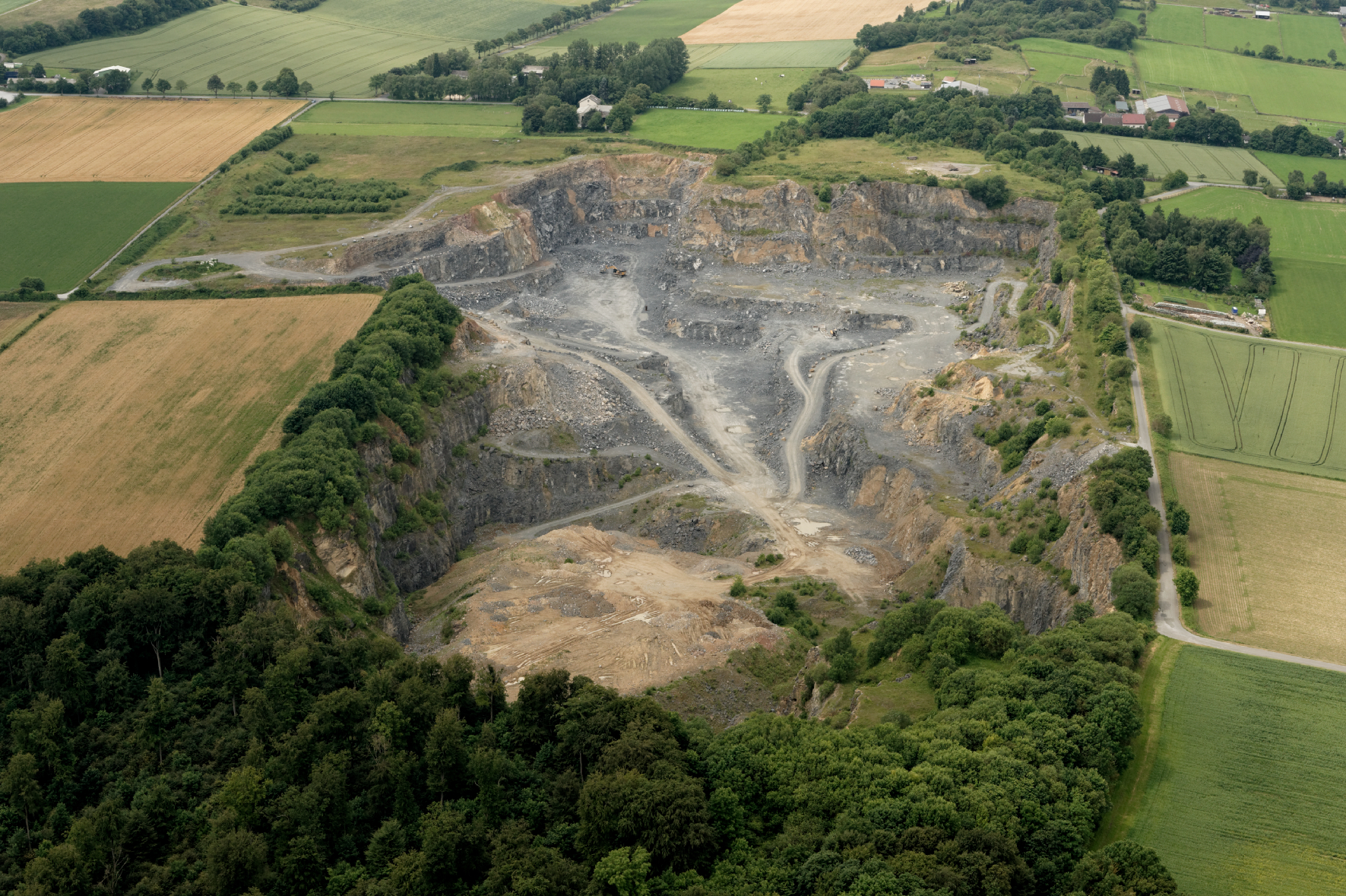
Der Kalksteinbruch Auf dem Stein bei Suttrop

Zwischen Warstein und Kallenhardt liegt beiderseits von Suttrop eine tiefgründige Ausraummulde, die im Westen, Norden und Süden von Tonschiefern der Kulm-Fazies schmal umsäumt ist und 50 bis 100 m tiefer als das Kalkplateau liegt. Die Böden in der Mulde bestehen aus nur mäßig verarmten Lehm- und periglaziale Fließerden. Südöstlich von Suttrop erhebt sich bei der Flur Auf der Stein ein isolierter Massenkalkrücken, in dem ein Steinbruch angelegt ist und der das Bindeglied zum südlichen Kalkplateau bildet. Mehrere weitere große Steinbrüche nutzen den Massenkalk im Naturraum wirtschaftlich. Zumeist wird der gewonnene Kalk in den großen Zementwerken bei Erwitte verarbeitet.
Da die Böden zumeist flachgründig sind und ein relativ hoher Jahresniederschlag von 900 bis 1.000 mm zu messen ist, beschränkt sich die landwirtschaftliche Nutzung im Hügelland vorwiegend auf Dauergrünland, das rund die Hälfte des Naturraums bedeckt. Die steileren Kalkhänge besitzen als Vegetation dürftige Trockenrasen, sind teilweise aber auch bis auf das Gestein entblößt. Um Warstein wurden Eisenerze abgebaut, die in gang- und nestförmigen Lagerstätten vereinzelt vorkommen. Diese Eisenvorkommen wurden nach Verhüttung vor Ort in der St. Wilhelmshütte zu traditionellen Warsteiner Ofenplatten und Öfen verarbeitet.